# Irmgard Seefried
Irmgard Seefried (Köngetried, 9 ottobre 1919 – Vienna, 24 novembre 1988) è stata un soprano tedesco.

## Biografia
Nata a Köngetried vicino a Mindelheim e ha studiato all'Università di Augusta.
L'8 novembre 1940 è Aida diretta da Herbert von Karajan ad Aquisgrana.
Nel maggio 1943 è Eva in Die Meistersinger von Nürnberg diretta da Karl Böhm con Paul Schöffler e Josef Greindl al Wiener Volksoper. 
Al Wiener Staatsoper diretta da Böhm debutta nel settembre 1943 come Fiordiligi in Così fan tutte (85 recite viennesi fino al 1963) con Erich Kunz, Anton Dermota, Alda Noni e Schöffler seguita da Der Komponist in Ariadne auf Naxos con Schöffler, Max Lorenz, la Noni e Kunz tornando nel 1944 diretta da Böhm come Marzelline in Fidelio (53 recite viennesi fino al 1962) con Schöffler e Micaela in Carmen con Lorenz e nel 1945 diretta da Josef Krips Susanna in Le nozze di Figaro (128 recite viennesi fino al 1963) con Sena Jurinac per la riapertura della Volksoper, Musetta ne La bohème diretta da Anton Paulik con Dermota e la Jurinac, la Sinfonia n. 9 di Beethoven con Dermota, Cio-Cio-San in Madama Butterfly con Wilma Lipp, Dermota e Schöffler e Olympia/Giulietta/Antonia/Stella in Les contes d'Hoffmann (54 recite viennesi fino al 1955) con Dermota, Kunz e  Schöffler.
Al Festival di Salisburgo debutta nel 1946 come Susanna in Le nozze di Figaro con i Wiener Philharmoniker, Maria Cebotari e Kunz seguito dal Requiem di Mozart.
Nel 1947 è Fiordiligi in Così fan tutte diretta da Krips, con Kunz, Dermota e Schöffler nella trasferta viennese al Théâtre des Champs-Élysées di Parigi e con Hilde Güden, la Jurinac, Dermota, Kunz e Schöffler a Salisburgo dove canta nella Messa da requiem di Verdi con Dermota.
Nel 1948 a Vienna è Pamina in Il flauto magico (54 recite viennesi fino al 1960) diretta da Krips con Dermota, Schöffler, la Lipp, la Jurinac e Kunz e Liù in Turandot diretta da Böhm con la Cebotari e Helge Rosvaenge, a Salisburgo canta nello Stabat Mater di Rossini e debutta al Teatro alla Scala di Milano come Susanna in Le nozze di Figaro diretta da Karajan con Elisabeth Schwarzkopf, la Jurinac e Giuseppe Taddei.
Nel 1948 sposa Wolfgang Schneiderhan e nel 1957 nasce la loro figlia Mona Seefried.
Al Teatro della Pergola di Firenze nel 1949 diretta da Krips è Suzanne in Le nozza di Figaro con la Lipp, la Jurinac, Schöffler e Kunz, Fiordiligi in Così fan tutte con la Jurinac, Dermota, Kunz e Schöffler, Zerlina in Don Giovanni con Dermota, Schöffler e Kunz e Pamina in Il flauto magico con la Lipp, Kunz e Schöffler ed a Salisburgo Pamina diretta da Wilhelm Furtwängler con Greindl, Schöffler e la Lipp, Marzelline in Fidelio diretta da Furtwängler con Schöffler, Julius Patzak, Kirsten Flagstad e Greindl, canta in L'enfance du Christ di Hector Berlioz con Patzak, Schöffler e Greindl e nella Sinfonia n. 9 di Beethoven diretta da Karajan con Boris Christoff.
Ancora a Salisburgo nel 1950 è Zerlina in Don Giovanni diretta da Furtwängler con Tito Gobbi, Greindl, Dermota, la Schwarzkopf e Kunz e canta nella Sinfonia n. 4 di Mahler diretta da Bruno Walter e in Ein deutsches Requiem con Schöffler e nel 1951 canta nella Messa in do minore K 427 con Greindl.
Nel 1953 debutta al Metropolitan Opera House di New York come Susanna in Le nozze di Figaro con Kunz, Lisa Della Casa, Salvatore Baccaloni ed Alessio De Paolis.

## Repertorio
| Ruolo                            | Titolo                          | Autore      |
| -------------------------------- | ------------------------------- | ----------- |
| Marzelline                       | Fidelio                         | Beethoven   |
| Marie                            | Wozzeck                         | Berg        |
| Micaela                          | Carmen                          | Bizet       |
| Cleopatra                        | Giulio Cesare in Egitto         | Händel      |
| Die Dame                         | Cardillac                       | Hindemith   |
| Gretel                           | Hänsel e Gretel                 | Humperdinck |
| Katerina                         | Kát'a Kabanová                  | Janáček     |
| Baronessa Freimann               | Der Wildschütz                  | Lortzing    |
| Poppea                           | L'incoronazione di Poppea       | Monteverdi  |
| Contessa d'Almaviva Susanna      | Le nozze di Figaro              | Mozart      |
| Zerlina                          | Don Giovanni                    | Mozart      |
| Fiordiligi                       | Così fan tutte                  | Mozart      |
| Pamina                           | Il flauto magico                | Mozart      |
| Olympia Antonia Giulietta Stella | I racconti di Hoffmann          | Offenbach   |
| Suor Bianca                      | I dialoghi delle Carmelitane    | Poulenc     |
| Musetta                          | La bohème                       | Puccini     |
| Cio-Cio-San                      | Madama Butterfly                | Puccini     |
| Liù                              | Turandot                        | Puccini     |
| Didone                           | Didone ed Enea                  | Purcell     |
| Octavian                         | Il cavaliere della rosa         | Strauss     |
| Il Compositore                   | Ariadne auf Naxos               | Strauss     |
| Mignon                           | Mignon                          | Thomas      |
| Sacerdotessa                     | Aida                            | Verdi       |
| Eva                              | I maestri cantori di Norimberga | Wagner      |
| Agathe                           | Il franco cacciatore            | Weber       |

## Discografia
- Bach: Matthäus-Passion, BWV 244 - Wilhelm Furtwängler/Irmgard Seefried/Wiener Philharmoniker, Archipel - Walhall
- Bach: St. Matthew Passion - Dietrich Fischer-Dieskau/Irmgard Seefried/Munich Bach Orchestra/Munich Boys Choir/Munich Bach Choir/Max Proebstl/Karl Richter/Antonia Fahberg/Kieth Engen/Hertha Töpper/Ernst Haefliger, 1959 Deutsche Grammophon/Profil
- Beethoven, Sinf. n. 9/Egmont - Fricsay/BPO/Seefried/Fischer-D, 1958 Deutsche Grammophon
- Beethoven, Fidelio - Fricsay/Rysanek/Haefliger, Deutsche Grammophon
- Gounod, Messa S. Cecilia - Markevitch/Seefried/Stolze, 1965 Deutsche Grammophon
- Haydn: Die Schöpfung - Irmgard Seefried/Richard Holm/Igor Markevitch/Berliner Philharmoniker, 1957 - BNF/Deutsche Grammophon
- Mozart: Messa di Requiem - New York Philharmonic/Bruno Walter/The Westminster Choir/Irmgard Seefried/Jennie Tourel/Léopold Simoneau/William Warfield, Classical Digital Remasterings
- Mozart: Requiem - Irmgard Seefried/Gertrude Pitzinger/Richard Holm/Kim Borg/Chorus of the Vienna State Opera/Vienna Symphony Orchestra/Eugen Jochum, Deutsche Grammophon
- Mozart: The Marriage of Figaro (1954) - Giuseppe Nessi/Franco Calabrese/Sena Jurinac/Luisa Villa/Irmgard Seefried/Herbert von Karajan/Antonio Pirino/Rolando Panerai/Silvio Maionica/Coro e Orchestra del Teatro alla Scala/Mario Petri/Elisabeth Schwarzkopf/Mariella Adani, IDIS
- Mozart: Le nozze di Figaro (1950) - Vienna Philharmonic Orchestra/Herbert von Karajan/Chorus of the Vienna State Opera/Erich Kunz/George London/Elisabeth Schwarzkopf/Irmgard Seefried, Classical Moments
- Mozart, Don Giovanni - Fricsay/Fischer-D./Stader, 1959 Deutsche Grammophon
- Strauss: Der Rosenkavalier - Marianne Schech/Irmgard Seefried/Sächsische Staatskapelle Dresden/Karl Böhm, 1959 - BNF
- Strauss: Ariadne auf Naxos (Salburger Festspiele) - Hilde Güden/Irmgard Seefried/Karl Böhm/Lisa Della Casa/Paul Schöffler/Vienna Philharmonic Orchestra, Deutsche Grammophon
- Weber, Franco cacciatore - Jochum/Waechter/Peter/Streich, 1959 Deutsche Grammophon
- Wolf: Italienisches Liederbuch - Dietrich Fischer-Dieskau/Erik Werba/Irmgard Seefried/Jörg Demus, Deutsche Grammophon
- The Art of Irmgard Seefried – Vol. 8: Wolf & Strauss Lieder - Irmgard Seefried/Erik Werba, Deutsche Grammophon
- The Art of Irmgard Seefried - Vol. 9: Lieder by Wolf, Hindemith & Reger - Irmgard Seefried/Erik Werba, Deutsche Grammophon
- The Art of Irmgard Seefried - Vol. 10: Wolf & Egk Lieder - Irmgard Seefried/Erik Werba, 1960 Deutsche Grammophon
- The Art of Irmgard Seefried - Vol. 11: Cantatas & Oratorios - Irmgard Seefried, 1958 Deutsche Grammophon
- Soprano Duets - Elisabeth Schwarzkopf/Irmgard Seefried, EMI Warner